# Alford, Lincolnshire
Alford är en ort och civil parish i grevskapet Lincolnshire i England. Orten ligger i distriktet East Lindsey, 18 kilometer nordväst om Skegness. Tätorten (built-up area) hade 3 459 invånare vid folkräkningen år 2011. Alford nämndes i Domedagsboken (Domesday Book) år 1086, och kallades då Alforde.